# 莱斯凯尔德
莱斯凯尔德（法語：Lesquerde，法語發音：[lɛskɛʁd] ⓘ）是法国东比利牛斯省的一个市镇，属于佩皮尼昂区。

## 地理
莱斯凯尔德（42°48'4"N, 2°31'47"E）面积15.67 平方千米，位于法国奧克西塔尼大區东比利牛斯省，该省份为法国大陆部分最南部的省份，涵盖了北加泰罗尼亚，北起奥德省，西接阿列日省和安道尔，南与西班牙接壤，东临地中海。
与莱斯凯尔德接壤的市镇（或旧市镇、城区）包括：圣保罗德弗努耶、莫里、拉西盖尔、朗萨克、圣阿尔纳克、圣马丹德弗努耶。
莱斯凯尔德的时区为UTC+01:00、UTC+02:00（夏令时）。

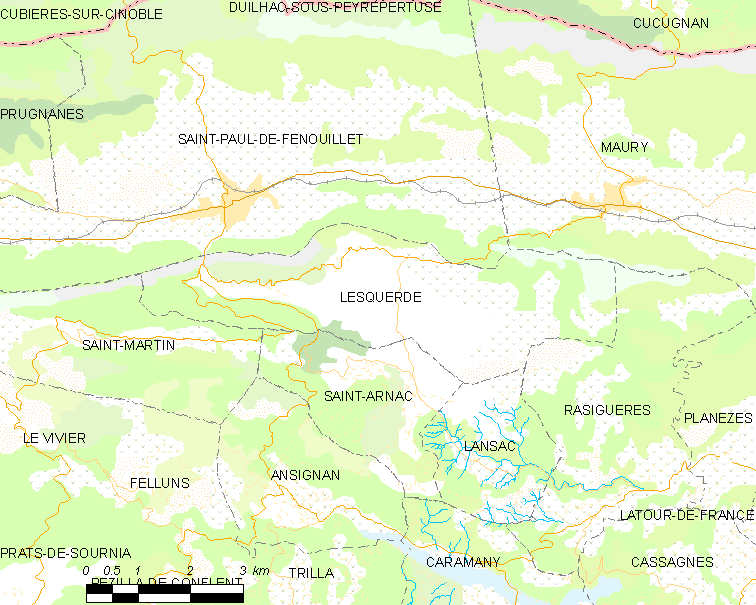
莱斯凯尔德的OSM定位图

## 行政
莱斯凯尔德的邮政编码为66220，INSEE市镇编码为66097。

## 政治
莱斯凯尔德所属的省级选区为阿格利河谷县。

## 人口

1962-2008年间莱斯凯尔德人口变化图示

莱斯凯尔德于2022年1月1日时的人口数量为142人。